# Simply Wonderful
Simply Wonderful è un singolo della cantante giapponese Mai Kuraki, pubblicato nel 2000 ed estratto dalla raccolta Wish You the Best.

## Tracce
1. Simply Wonderful (Club Edit) – 4:24
2. Simply Wonderful (Radio Edit) – 3:53
3. think about – 4:42
4. Baby I Like (Turn Me On Mix) – 5:44
5. Simply Wonderful (Club Edit / Instrumental) – 4:24
6. Simply Wonderful (Radio Edit / Instrumental) – 3:53